# Бомбаксові
Бомбаксові (Bombacoideae) — це підродина, що належить до родини мальвових (Malvaceae). Підродина налічує всього 16-20 (раніше 30) родів з 120 видами. Деякі роди і види, що раніше належали до цієї підродини, на сьогодні відносли в інші підродини Helicteroideae і в Malvoideae, наприклад дуріан.

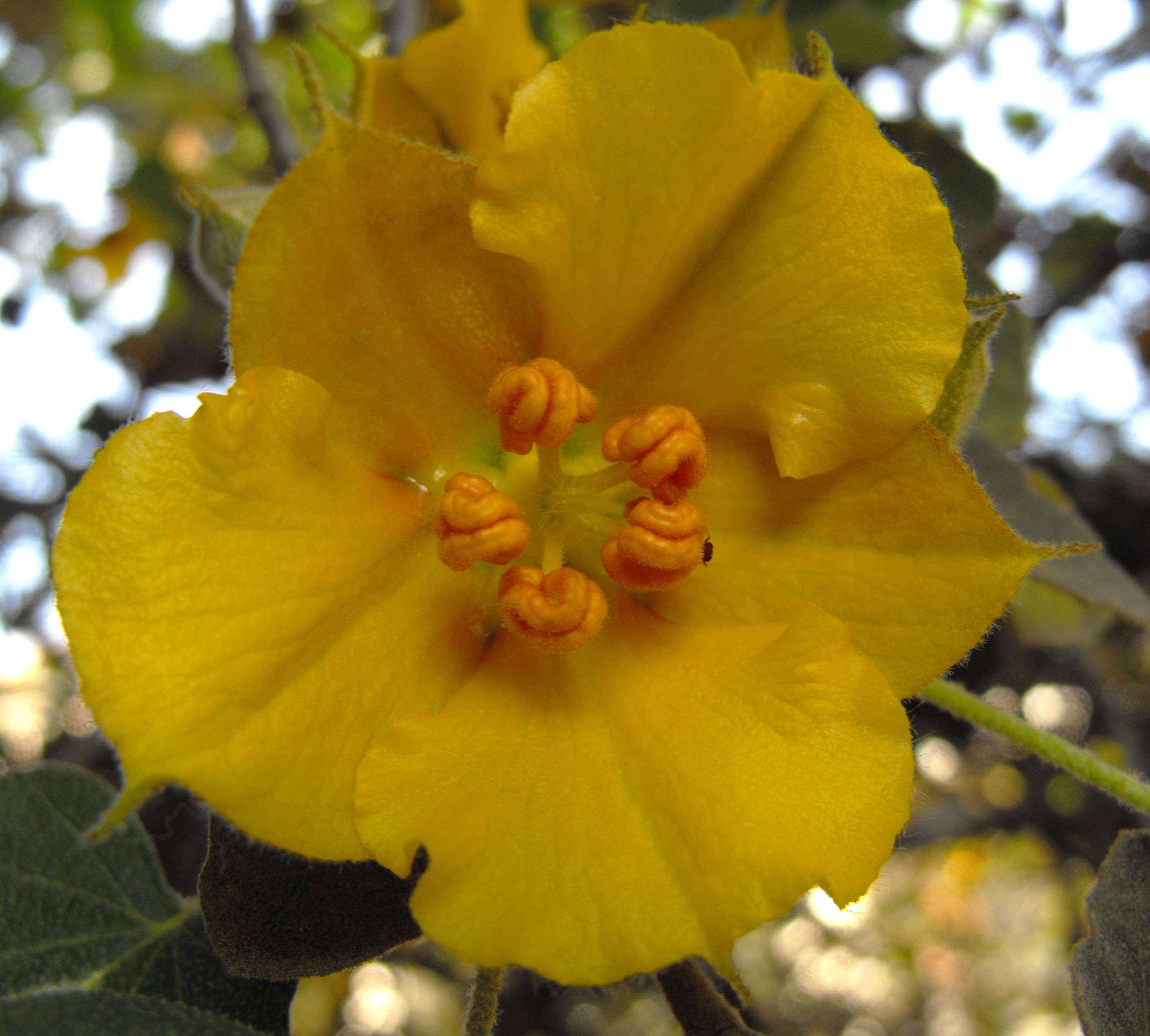
Fremontodendron, квітка

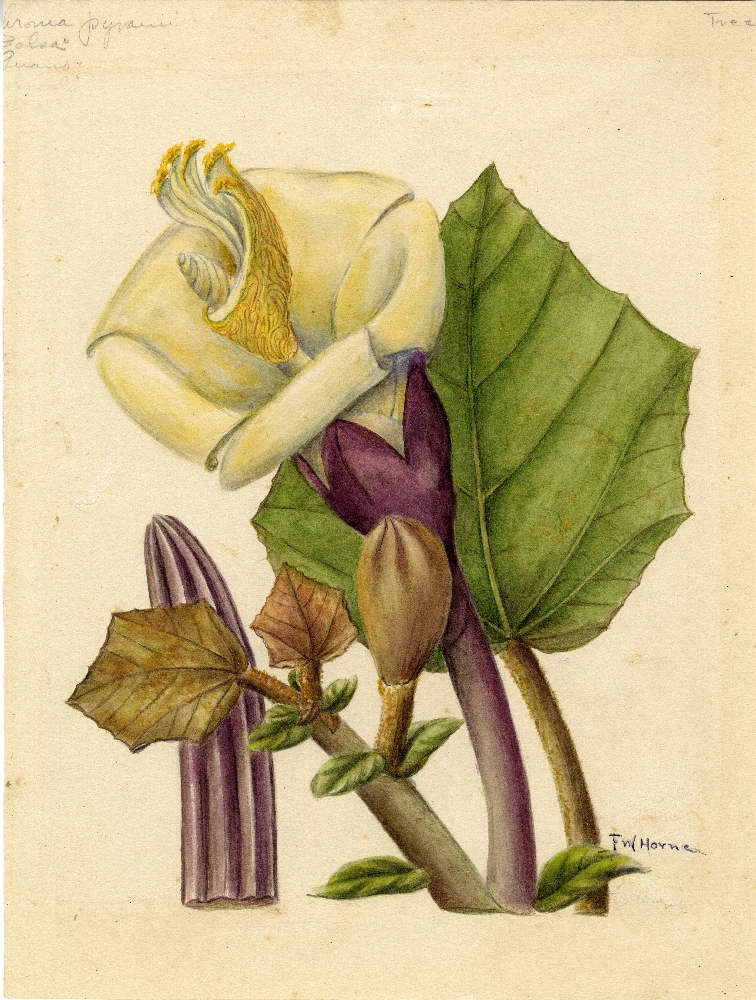
Бальзове дерево

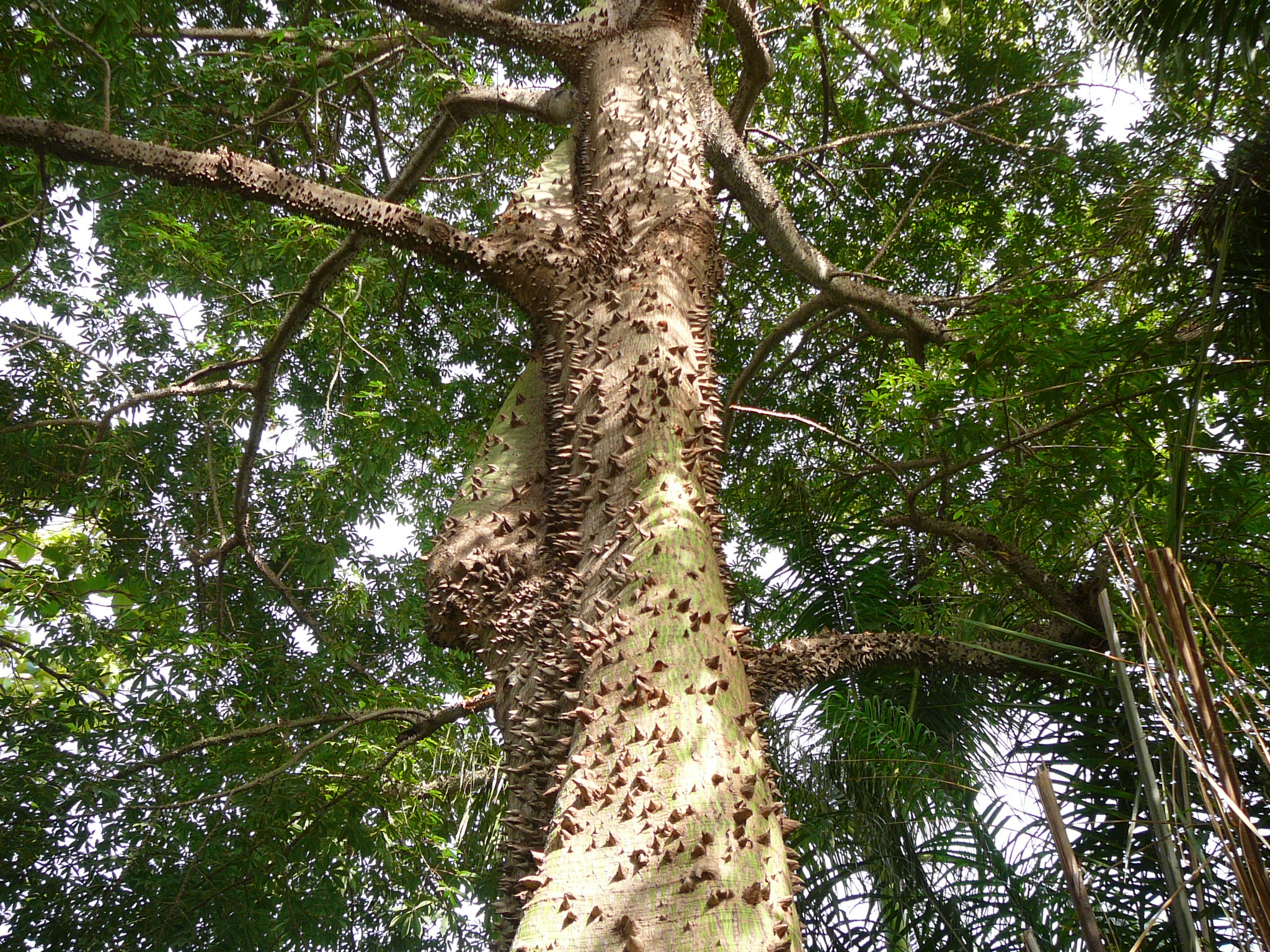
Бавовняне дерево

Деякі види викликають великий комерційний інтерес, оскільки з них отримують деревину наприклад бальзове дерево (Ochroma pyramidale) чи волокно наприклад бавовняне дерево (Ceiba pentandra). До цієї підродини також належить африканський баобаб (Adansonia digitata), що характеризують африканський ландшафт.
Зріт цих тропічних дерев може досягати 70 м. Цвіт має багато тичинок.

## Роди
- Adansonia L.
- Aguiaria Ducke
- Bernoullia Oliv.
- Bombax L.
- Catostemma Benth.
- Cavanillesia Ruiz & Pav.
- Ceiba Mill.
- Chiranthodendron Larreat.
- Eriotheca Schott & Endl.
- Fremontodendron Coville
- Gyranthera Pittier
- Huberodendron Ducke
- Matisia Bonpl.
- Neobuchia Urb.
- Ochroma Sw.
- Pachira Aubl.
- Patinoa Cuatrec.
- Pentaplaris L.O.Williams & Standl.
- Phragmotheca Cuatrec.
- Pseudobombax Dugand
- Quararibea Aubl.
- Scleronema Benth.
- Septotheca Ulbr.
- Spirotheca Ulbr.